# Haftpflichtrecht
Das Haftpflichtrecht ist ein Teilgebiet des Obligationenrechts und damit des Zivilrechts in der Schweiz. Es regelt den Ersatz von Schäden, die anderen Personen von Privaten zugefügt werden. Ist der Staat der Schädiger, gelten die Regeln über Staatshaftung des betroffenen Gemeinwesens (des Bundes und der Kantone). Die Grundlagen des Haftpflichtrechts sind in den Art. 41–61 OR (Obligationenrecht, SR 220) geregelt. Zu erwähnen sind auch die Art. 97 ff. OR für das vertragliche Haftpflichtrecht (für die Haftpflicht zwischen Vertragspartnern) sowie die zahlreichen, insbesondere Kausalhaftungen betreffende, Bestimmungen in anderen Gesetzen wie dem SVG (Strassenverkehrsgesetz, SR 741.01) und dem KHG (Kernenergiehaftpflichtgesetz, SR 732.44).

## Grundlagen
Das schweizerische Haftpflichtrecht ist in einigen bedeutenden Punkten vom deutschen Recht beeinflusst. Dies wird schon in der Rechtsprechung zum (im Vergleich zum deutschen § 823 BGB) recht kurz gehaltenen Art. 41 OR deutlich: Obwohl der Wortlaut des Gesetzes auch andere Interpretationen zuliesse, nimmt die Rechtsprechung eine ähnliche Konzeption der Widerrechtlichkeit an, wie sie im deutschen Recht existiert.
Wie in europäischen Rechtsordnungen üblich, kommt dem Haftpflichtrecht primär eine ausgleichende Bedeutung zu. Wer einen anderen schädigt, soll ihn zumindest vermögensmässig wieder so ausstatten, wie er dastehen würde, wenn es nie zu der Schädigung gekommen wäre. Eine Vergeltungsfunktion gibt es nicht – die wird, wenn überhaupt, vom Strafrecht übernommen. Hingegen kann jemand, der »seelische Unbill« erfahren hat, unter Umständen einen Anspruch auf Genugtuung geltend machen, ohne dass er dazu einen Vermögensschaden nachzuweisen braucht. Auch dies dient jedoch nur einem gewissen Ausgleich des Nachteils, den der Geschädigte erlitten hat, niemals der Bestrafung des Schädigers.

## Arten von Schadenersatzansprüchen

### Deliktische (ausservertragliche) und vertragliche Ansprüche
Das schweizerische Recht unterscheidet zwischen Ansprüchen, welche aus einer unerlaubten Handlung (auch zivilrechtlichen Delikt) entstehen und solchen, welche aus einem Vertrag im Sinne der Art. 1 ff. OR entstehen. Diese Unterscheidung ist insbesondere für die Verjährung, die Beweislast für das Verschulden, die Haftung für Drittpersonen sowie die Haftung für reine Vermögensschäden von Bedeutung.

### Verschuldens- und Kausalhaftung
Wie andere Rechtsordnungen unterscheidet auch die schweizerische zwischen Verschuldens- und Kausalhaftungen. Verschuldenshaftungen (in erster Linie geregelt durch Art. 41 OR) sind, wie der Name es sagt, an ein Verschulden des Schädigers geknüpft, während Kausalhaftungen bereits durch das Vorliegen eines bestimmten Sachverhalts erfüllt sind. Dieser kann beispielsweise darin bestehen, dass ein Schaden durch ein Fahrzeug, das vom Schädiger gehalten wird, entsteht oder durch eine Person verursacht wurde, die als Hilfsperson des Schädigers zu gelten hat.
Kausalhaftungen werden weiter unterteilt in
- einfache Kausalhaftungen, z. B.
  - Haftung urteilsunfähiger Personen, Art. 54 OR Abs. 2
  - Geschäftsherrenhaftung, Art. 55 OR
  - Tierhalterhaftung, Art. 56 OR
  - Werkeigentümerhaftung, Art. 58 OR
  - Grundeigentümerhaftung, Art. 679 ZGB
  - Haftung des Familienoberhaupts, Art. 333 ZGB
- Gefährdungshaftungen, z. B. 
  - Haftung des Motorfahrzeughalters, Art. 58 SVG
  - Staats- und Beamtenhaftung
  - Produkthaftung

## Tatbestandsmerkmale
Damit ein Schadenersatzanspruch gegeben ist, müssen grundsätzlich vier Tatbestandsmerkmale vorliegen: 
- ein Schaden, im Sinne einer Vermögensdifferenz
- eine Widerrechtlichkeit (oder, im Falle der Vertragshaftung eine Vertragsverletzung)
- ein Verschulden des Schädigers (oder ein Sachverhalt, der dieses Erfordernis ersetzt bei Kausalhaftungen)
- ein Kausalzusammenhang, ein natürlicher sowie adäquater.